# Gerhard Taddey
Gerhard Taddey (né le 16 novembre 1937 à Gelsenkirchen et mort le 13 novembre 2013 à Louisbourg) est un archiviste et historien allemand. De 1993 à 2002, il dirige les Archives d'État de Louisbourg (de).

## Biographie
Gerhard Taddey étudie l'histoire et l'anglais à Göttingen et Fribourg-en-Brisgau. Après avoir terminé son doctorat en 1964 avec une thèse sous Hermann Heimpel sur l'histoire du monastère de Heiningen (de) près de Wolfenbüttel et une formation d'archiviste scientifique à l'école d'archives de Marbourg (de) (1965-1967), il travaille successivement dans les archives principales d'État de Stuttgart (de) (1967-1971) et dans les archives centrales Hohenlohe de Neuenstein (de) (1971-1986) et à la Direction des archives de l'État du Bade-Wurtemberg (1986-1993). En 2000, il obtient son habilitation à l'Université de Tübingen. En 1993, il est nommé responsable des Archives d'État de Louisbourg. En 2002, il prend sa retraite.
De 1995 à 2005, il est président de la commission des études régionales historiques de Bade-Wurtemberg (de) et éditeur et co-auteur du Lexikon der deutschen Geschichte ainsi que de nombreux articles sur l'histoire régionale du Wurtemberg.

## Travaux (sélection)
- Das Kloster Heiningen von der Gründung bis zur Aufhebung. Vandenhoeck u. Ruprecht, Göttingen 1966.
- Kein kleines Jerusalem. Geschichte der Juden im Landkreis Schwäbisch Hall. Thorbecke, Sigmaringen 1992.
- (Hrsg.) Carlo Schmid – Mitgestalter der Nachkriegsentwicklung im deutschen Südwesten. Symposium anläßlich seines 100. Geburtstags am 7. Dezember 1996 in Mannheim. Kohlhammer, Stuttgart 1997.
- (Hrsg.) Lexikon der deutschen Geschichte. Ereignisse, Institutionen, Personen. Von den Anfängen bis zur Kapitulation 1945. Unter Mitarbeit von Historikern und Archivaren, Kröner, Stuttgart 1977, 3. Auflage 1998.